# طائر القيثارة
طائر القيثارة هو واحد من نوعين لطيور أسترالية تعيش على الأرض، تمثل الجنس Menura، والعائلة Menuridae. جيوونق وأكثر ما يميزها قدرتها الفائقة على تقليد الأصوات الطبيعية والصناعية في البيئة المحيطة بها. وتمتلك طيور القيثارة مجموعات فريدة من ريش الذيل ذي الألوان المحايدة.
وتعد طيور القيثارة من بين أشهر الطيور الأسترالية الأصلية. وبالإضافة إلى قدرتها على التقليد، فإن طيور القيثارة تتميز بالجمال الباهر لذيل الذكور عندما يتم نشره وفرده، وبسبب عروض التودد التي يقوم بعملها.

## وصلات خارجية
- Lyrebirds - at the New South Wales Department of Environment and Heritage website
- The Albert's lyrebird project at the Queensland Department of Environment and Resource Management website
- Lyrebird videos at the Internet Bird Collection